# 예슈테텐역
예슈테텐역(독일어: Bahnhof Jestetten)은 독일 바덴뷔르템베르크주 예슈테텐에 있는 철도역이다.

## 법적인 위치

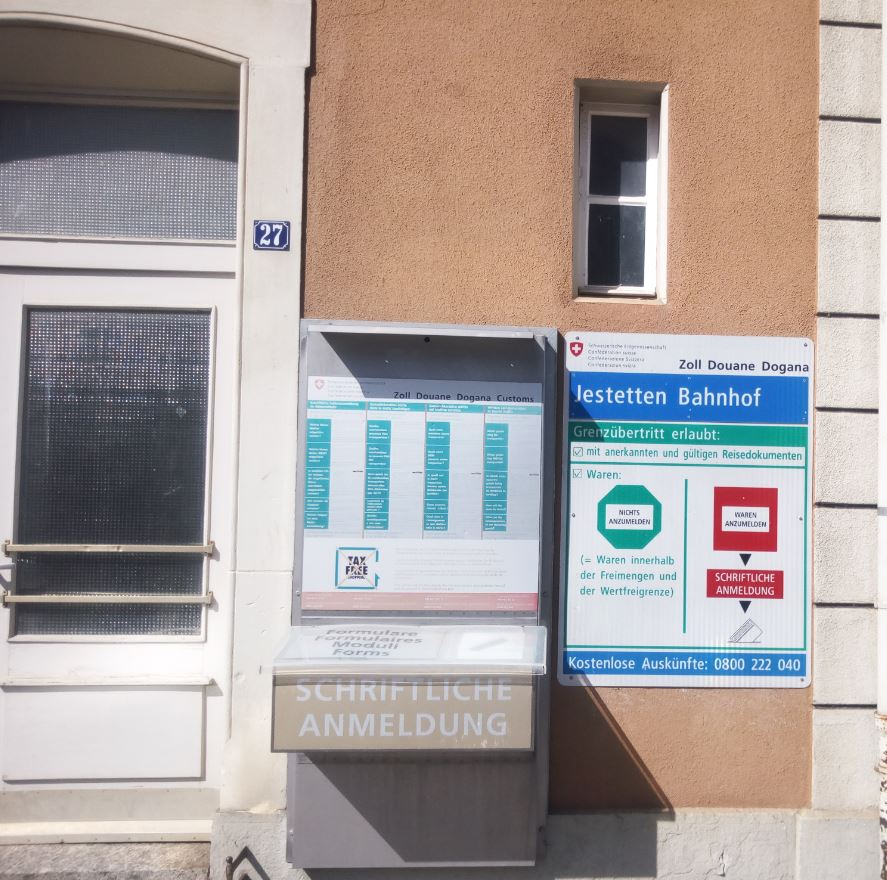
독일의 예슈테텐역에 위치한 스위스 세관 시설

이 역은 독일 영토에 있지만, 독일 내의 다른 노선과는 연결되지 않고 스위스 SBB의 에글리자우-노이하우젠선상에 있다. 독일 영토에 있지만 SBB에서 운영하는 두 개의 역 중 하나이며, 다른 하나는 로트슈테텐역이다. 독일의 바덴뷔르템베르크티켓(Baden-Württemberg-Ticket) 및 무임승차 조건은 로트슈테텐-샤프하우젠 및 징겐까지 적용된다.
독일과 스위스간 국경역으로도 기능하기 때문에 스위스 세관의 자진 신고서 제출함이 설치되어 있다. 독일 세관 역시 입국하는 여행자의 세관 검사를 수행할 수 있다. 스위스가 2008년 솅겐 지역에 합류하면서 출입국 심사는 폐지되었다.

## 역사
스위스 샤프하우젠에서 빈터투어를 경유하여 취리히를 연결하는 라인팔선이 고트하르트선 등의 연결 수요를 처리하기에는 용량이 부족했기 때문에 스위스 북동부 철도(NOB)에서는 직선 노선 건설을 계획했다. 예슈테텐 및 로트슈테텐 지역에서는 바덴 대공국의 영역을 지났기 때문에 1875년 5월 21일에 스위스와 바덴 대공국은 국가간 협약을 맺어서 노선 건설과 운영을 스위스 쪽에서 담당하게 되었다.
2002년부터 무인역이 되어서 승차권은 자동 발매기에서만 구입할 수 있게 되었다.
2010년에 시작된 복선화 공사 및 샤프하우젠 S반의 추가 계획에 예슈테텐역 개선 공사도 포함되어 있다. 역 승강장 2선 외에도 종착 열차를 위한 인상선이 추가로 건설되었으며, 샤프하우젠 S반 열차가 해당 인상선을 사용한다. 2010년 12월에는 예슈테텐에 있었던 알텐부르크라이나우(Altenburg-Rheinau)역이 폐역되었다.

## 구 대합실

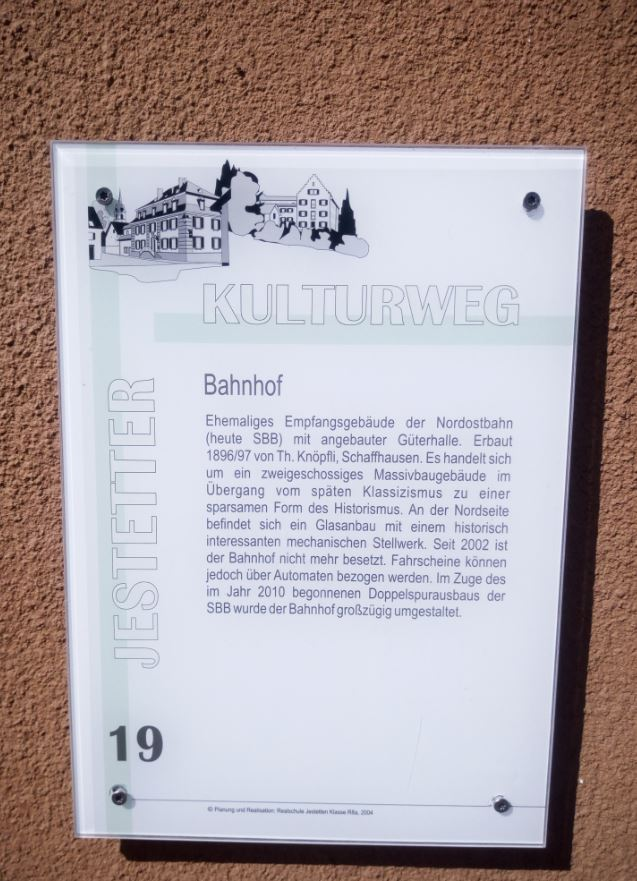
구 대합실의 정보 안내판

역사의 구 대합실은 1896년부터 1897년까지 스위스 북동부 철도에서 의뢰하여 샤프하우젠의 Th. Knöpfli에서 건설했다. 후기 고전주의 양식으로 건설된 2층 규모의 건물이다. 대합실 북쪽에는 1914년에 설치되어 과거에 사용된 Bruchsal J형 기계식 신호소가 보존되어 있다.

## 운영

### 철도 교통
취리히 S반 S9 노선은 에글리자우-노이하우젠선을 경유하여 노이하우젠 및 샤프하우젠을 연결한다. 반대 방향으로는 에글리자우, 뷜라흐, 취리히, 우스터를 연결한다. 출퇴근 시간에는 30분 간격, 평시에는 1시간 간격으로 운행한다.

### 버스 교통
쥐트바덴부스(Südbadenbus, SBG)에서 발트스후트 및 에르칭겐 방면 버스 노선을 운영한다.

## 참고 문헌
- Karl-Hellmuth Jahnke, Erich Danner (Hrsg.): Das Jestetter Dorfbuch. Altenburg und Jestetten in Geschichte und Gegenwart. Kunstverlag Josef Fink, 2001, ISBN 3-89870-039-9
- Berthold Danner: Ein Blick nach Gestern. Historische Fotografien aus Jestetten und Altenburg. Eigenverlag, 1992
- Bürgermeisteramt Jestetten (Hrsg.): Jestetten 1100 Jahre. Festschrift zur 1100-Jahr-Feier der Gemeinde Jestetten vom 11. bis 20. September 1971. 1971
- Georg Jäger: Jestetten und seine Umgebung. Ein Heimatbuch für das badische Zollausschlussgebiet. 1930
- Dr. Konrad Schlude: Das Stellwerk „Bruchsal J“ ist 100 Jahre alt, Jestetter Dorfchronik 2014, Seite 116